# Когалымавиа
«Когалымавиа» (использовала бренд METROJET, до 2012 года — KOLAVIA) — бывшая российская авиакомпания, осуществлявшая чартерные перевозки. Штаб-квартира авиакомпании находилась в Москве. Базировалась в московском аэропорту «Домодедово». Генеральным директором до 23 октября 2017 года являлся Сергей Мордвинцев. Юридическое название — ООО «Авиакомпания Когалымавиа» 16 марта 2016 года Росавиация запретила внутренние и международные рейсы авиакомпании. Прекратила свою деятельность как авиакомпания в 2017 году.

## История
Авиакомпания «Когалымавиа» была основана 17 мая 1993 года. В качестве основных сфер развития авиакомпании, наравне с регулярными, были выбраны чартерные авиаперевозки, а также вертолётные работы для обеспечения потребностей нефтегазодобывающей отрасли.
«Когалымавиа» выполняла рейсы из Когалыма, Сургута и Нижневартовска в Москву (аэропорт Домодедово), а также в Анапу, Баку, Волгоград, Киев, Минеральные Воды, Ростов-на-Дону, Санкт-Петербург, Симферополь, Сочи и другие аэропорты. Несколько самолётов «Когалымавиа» вместе с экипажами сдавались в аренду авиакомпании и выполняли полёты в Иране. Авиакомпания эксплуатировала самолёты Ту-134 и Ту-154, Challenger, а также несколько типов вертолётов.
С декабря 2005 года «Когалымавиа» подписала код-шеринговое соглашение с авиакомпанией «Пулково» на эксплуатацию маршрута Сургут — Санкт-Петербург. В 2006 году «Когалымавиа» выполняла рейсы из Сургута и Тюмени в Москву и Сочи совместно с авиакомпанией «ВИМ-Авиа» на принадлежащих последней самолётах Boeing 757.
С мая 2006 года начала работу программа поощрения часто летающих пассажиров «Премиум». Её участники получали на бонусный счёт баллы в размере 10 процентов от стоимости приобретаемых билетов в рублях и могли расходовать их на полную или частичную оплату следующих билетов.
В 2009 году «Когалымавиа» осуществляла совместную эксплуатацию рейса Сургут — Москва — Сургут по код-шеринговому соглашению с авиакомпанией «S7». Рейсы выполнялись под кодами S7 и 7K на самолёте Аirbus A319, принадлежащем авиакомпании «S7».
26 сентября 2011 года авиакомпания «Когалымавиа» выполнила свой последний регулярный рейс из Анапы в Сургут. Однако авиакомпания остаётся на рынке чартерных авиаперевозок, которые выполняются на приобретённых для этих целей самолётах производства Airbus и Bombardier.
1 мая 2012 года авиакомпания произвела ребрендинг и получила новое название — METROJET.
C лета 2012 года до 17 августа 2014 года часть бортов авиакомпании выполняла рейсы под брендом немецкого туристического концерна TUI.
В декабре 2015 года из-за закрытия авиасообщения с Египтом и Турцией компания прекратила полёты.

## Деятельность

### Маршрутная сеть
В летний период авиакомпания осуществляла перевозку российских туристов на курорты средиземного моря, а в зимний сезон на горнолыжные курорты. В 2014 году маршрутная сеть включала более 50 направлений

### Показатели деятельности
Количество перевезённых пассажиров:
- в 2012 году — 733 691[11]
- в 2013 году — 1 187 785[13]

## Флот
По состоянию на 7 декабря 2015 года флот Когалымавиа состоял из пяти самолётов, на март 2016 года имела 1 самолёт:

### История флота
До конца 2011 года авиакомпанией эксплуатировались Ту-154М, Ту-154Б2 и Ту-134 различных модификаций. В сентябре авиакомпания начала обновление своего воздушного парка, было приобретено два самолёта Airbus A320. 26 сентября 2011 года эксплуатация самолётов советского производства в компании была полностью прекращена.
До 2013 года эксплуатировались 2 самолёта CRJ-200 в бизнес-версии.
| Тип самолёта | 2004 | 2005 | 2006 | 2007 | 2008 | 2009 | 2010 | 2011 | 2012 | 2013 | 2014 |
| ------------ | ---- | ---- | ---- | ---- | ---- | ---- | ---- | ---- | ---- | ---- | ---- |
| Airbus A321  | 0    | 0    | 0    | 0    | 0    | 0    | 0    | 1    | 4    | 7    | 7    |
| Airbus A320  | 0    | 0    | 0    | 0    | 1    | 3    | 2    | 2    | 2    | 2    | 2    |
| Ту-154Б-2    | 4    | 2    | 3    | 4    | 4    | 3    | 2    | 1    | 0    | 0    | 0    |
| Ту-154М      | 5    | 4    | 4    | 4    | 3    | 4    | 4    | 3    | 0    | 0    | 0    |
| Ту-134А      | 8    | 7    | 7    | 6    | 5    | 4    | 4    | 2    | 0    | 0    | 0    |

### Маршрутная сеть
Регулярные рейсы
 Азербайджан: Габала

 Россия/Украина Симферополь
Маршруты зимы 2013—2014
Из аэропорта Домодедово (Москва):

 Австрия: Зальцбург

 Египет: Хургада, Шарм-эш-Шейх

 Турция: Анталья

 Испания: Барселона

 Италия: Верона, Римини 

 Чехия: Пардубице

 Швеция: Стокгольм
Из аэропорта Кольцово (Екатеринбург):

 Египет: Шарм-эш-Шейх
Из аэропорта Казань:

 Египет: Шарм-эш-Шейх
Из аэропорта Нижний Новгород:

 Египет: Шарм-эш-Шейх 

 Сомали: Могадишо

Из аэропорта Пермь:

 Египет: Шарм-эш-Шейх 

 Ирак: Багдад
Из аэропорта Курумоч (Самара):

 Египет: Шарм-эш-Шейх

 Эфиопия: Аддис-Абеба
Из аэропорта Пулково (Санкт-Петербург):

 Египет: Хургада, Шарм-эш-Шейх

 Индия: Хайдарабад

 Испания: Барселона

 Чехия: Пардубице 

Из аэропорта Уфа:

 Венгрия: Будапешт 

 Египет: Шарм-эш-Шейх
Из аэропорта Челябинск:

 Египет: Шарм-эш-Шейх 

 Катар: Доха
Маршруты лета 2014
Из аэропорта Домодедово (Москва):

 Болгария: Бургас, Варна

 Великобритания: Лондон

 Германия: Мюнхен, Франкфурт-на-Майне 

 Греция: Ираклион, Корфу

 Дания: Копенгаген

 Египет: Хургада, Шарм-эш-Шейх

 Индия: Хайдарабад

 Испания: Барселона, Ивиса, Пальма-де-Мальорка

 Италия: Римини

 Катар: Доха 

 Норвегия: Осло

 ОАЭ: Дубай 

 Саудовская Аравия: Джидда,  Эр-Рияд

 Тунис: Энфида

 Франция: Париж

 Хорватия: Пула

 Черногория: Тиват

 Чехия: Пардубице 

 Швейцария: Женева,  Цюрих 

 Швеция: Стокгольм
Из аэропорта Пулково (Санкт-Петербург):

 Турция: Анталья

 США: Нью-Йорк
Из аэропорта Белгород:

 Египет: Хургада, Шарм-эш-Шейх
Из аэропорта Уфа:
 Египет: Хургада

## Партнеры
Интерлайн-партнёры:
- Hahn Air
- ГТК «Россия»

## Достижения
- 1998 год — По итогам национальной премии «Крылья России» победитель в номинации «Самая эффективная авиакомпания года»
- 1999 год — Лауреат в номинации «Авиакомпания года — пассажирский перевозчик на внутренних воздушных линиях (группа 2)».
- 2003 год — авиакомпания занимает лидирующее положение среди авиакомпаний «Аэрофлот», «Сибирь», «ЮТэйр» по такому показателю, как количество перевезённых пассажиров на одного работающего сотрудника.
- 2005 год — По итогам года входит в двадцатку ведущих авиакомпаний России по объёму перевезённых пассажиров.

## Банкротство
15 марта 2016 года Инспекция ФНС России № 9 по г. Москве подала в Арбитражный суд Москвы заявление о признании авиакомпании «Когалымавиа» банкротом. 16 марта 2016 года Росавиация окончательно запретила авиакомпании «Когалымавиа» выполнение рейсов. Все билеты и оборот авиакомпании были переданы к S7 Airlines. 17 марта того же года был устроен последний рейс авиакомпании из Москвы в Когалым с 20 пассажирами. С марта 2018 года самолёты авиакомпании были списаны. В сентябре 2016 года на сертификат эксплуатанта «Когалымавиа» были введены 50-процентные ограничения, главным образом, блокирующие международные полёты, а с 1 января 2020 года сертификат эксплуатанта был аннулирован «Росавиацией»

## Происшествия

### Авария Ту-154 в Уфе
20 апреля 2007 года самолёт Ту-154Б-2 (RA-85522), завершая рейс Сургут — Уфа выкатился за пределы взлётно-посадочной полосы расстояние около 400 метров. Самолёт получил незначительные повреждения и вскоре был восстановлен, но повредил элементы наземной инфраструктуры аэропорта.

### Авария Ту-154 в Мешхеде
24 января 2010 года в аэропорту Мешхед самолёт Ту-154М «Когалымавиа» (на момент аварии находился под управлением Taban Air) произвёл грубую посадку с подломом стоек шасси и отрывом хвостового оперения. Посадка осуществлялась при погоде ниже минимума, первоначально из-за плохих метеоусловий экипаж планировал уйти на запасной аэродром Исфахан, однако в связи с сильным недомоганием одного из пассажиров было принято решение о посадке в Мешхеде. Погибших нет, 46 человек получили ранения.

### Аварийная посадка в Домодедово
27 апреля 2010 года в аэропорту Домодедово аварийно сел самолёт Аirbus A320 компании «Когалымавиа», совершавший рейс из Москвы в Хургаду.

### Катастрофа Ту-154 в Сургуте
1 января 2011 года самолёт Ту-154Б-2 (RA‑85588), выполняя рейс Сургут — Москва (аэропорт «Домодедово»), сгорел в аэропорту Сургута. После запуска двигателей на перроне в хвосте самолёта произошло возгорание, что привело к возгоранию всего фюзеляжа и взрыву одного из топливных баков. Несмотря на своевременно проведённую эвакуацию, три человека погибли, около 40 получили травмы различной степени тяжести. Самолёт сгорел в течение 10 минут.

### Катастрофа A321 над Синайским полуостровом
31 октября 2015 года потерпел крушение самолёт Airbus A321 (EI-ETJ), выполнявший рейс 7K9268 Шарм-эш-Шейх — Санкт-Петербург, на борту которого находились 224 человека (217 пассажиров, в том числе 25 детей, и 7 членов экипажа). Крушение произошло над Синайским полуостровом в 100 км южнее города Аль-Ариш. Все 224 человека погибли. Катастрофа является крупнейшей в истории российской авиации. Причиной, по данным ФСБ РФ, стал теракт с применением заложенной на борту самолёта бомбы.